# Absarokee
Absarokee és una concentració de població designada pel cens dels Estats Units a l'estat de Montana. Segons el cens del 2000 tenia 1.234 habitants.

## Demografia
Segons el cens del 2000, Absarokee tenia 1.234 habitants, 499 habitatges, i 343 famílies. La densitat de població era de 234,7 habitants per km².
Dels 499 habitatges en un 34,5% hi vivien nens de menys de 18 anys, en un 60,3% hi vivien parelles casades, en un 5,8% dones solteres, i en un 31,1% no eren unitats familiars. En el 26,9% dels habitatges hi vivien persones soles el 13,6% de les quals corresponia a persones de 65 anys o més que vivien soles. El nombre mitjà de persones vivint en cada habitatge era de 2,45 i el nombre mitjà de persones que vivien en cada família era de 3,01.
Per edats la població es repartia de la següent manera: un 27,6% tenia menys de 18 anys, un 4,9% entre 18 i 24, un 27,6% entre 25 i 44, un 22,9% de 45 a 60 i un 17% 65 anys o més.
L'edat mediana era de 40 anys. Per cada 100 dones de 18 o més anys hi havia 95 homes.
La renda mediana per habitatge era de 43.676 $ i la renda mediana per família de 52.708 $. Els homes tenien una renda mediana de 47.404 $ mentre que les dones 19.545 $. La renda per capita de la població era de 20.677 $. Aproximadament el 4,2% de les famílies i el 7,1% de la població estaven per davall del llindar de pobresa.

## Poblacions més properes
El següent diagrama mostra les poblacions més properes.